# Паузеванг, Гудрун
Гу́друн Па́узеванг (нем. Gudrun Pausewang, в замужестве Вильке; 3 марта 1928[…], Младков — 23 января 2020, Бамберг) — немецкий автор детской и юношеской литературы. Известна такими книгами, как «Последние дети Шевенборн» и «Облако», которые стали частью немецкой школьной программы. В своих работах поднимала вопрос об опасности ядерной энергии. Её книги были переведены на английский язык и получили международное признание и награды.

## Биография
Паузеванг родилась в городе Младкове в Восточной Чехословакии. Она была старшей дочерью фермера, росла в многодетной семье. По окончании начальной школы училась в школе для девочек. Её отец погиб во Второй мировой войне, когда ей было 15 лет. После войны она бежала со своей семьей в ФРГ. В Висбадене пошла в школу, которую окончила в 1948 году. Затем она училась в педагогическом институте в Вайльбурге, а позже преподавала в начальной школе.
С 1956 года преподавала в немецких школах в Чили (5 лет) и Венесуэле (2,5 года). За это время побывала на Амазонке, посетила Огненную Землю, Перу, Боливию, Колумбию, Мексику, а также побывала в других частях Центральной, Северной и Южной Америки.
В конце 1963 году вернулась в Германию, где продолжала изучение немецкого языка и преподавала в начальной школе. Четыре года спустя она отправилась вместе с мужем Германом Вильке в Колумбию, где преподавала пять лет в местных немецких школах. В 1972 году вернулась с 2-летним сыном в Германию. С тех пор жила в городе Шлиц в земле Гессен, который позже стал местом действия её произведений: «Последние дети Шевенборна» и «Облако». До выхода на пенсию в 1989 году она работала преподавателем.
В 1988 году защитила диссертацию во Франкфуртском университете.
Первые десять лет литературной деятельности она посвятила созданию произведений исключительно для взрослой аудитории, и лишь впоследствии начала писать для детей и молодёжи. Основной тематикой её книг стали проблемы развивающихся стран. В своих работах она активно продвигала идеи пацифизма и экологической защиты, а также выступала с резкой критикой использования ядерной энергии и предупреждала об опасности возрождения неонацистских идеологий.
В 1989 году вышла на пенсию и с тех пор посвятила себя исключительно литературному творчеству.
Ее роман Dark Hours был включен в список книг для подростков Нью-Йоркской публичной библиотеки 2007 года, а также в список книг для чтения в старших классах школы Tayshas 2007–2008 годов Техасской библиотечной ассоциации. Он получил Серебряную медаль в категории «Детская/юношеская художественная литература» от Independent Publisher Book Awards.

## Публикации
Опубликовала около 100 книг, которые были удостоены многих призов; главные темы её книг — укрепление мира и охрана окружающей среды.
Публикации Гудрун Паузеванг хранятся в Национальной библиотеке Германии и  включают:
- Семья Кальдера (1977);

- На длинной дороге (1978);

- Последние дети Шевенборна (1983);

- Облако (1987);

- Путешествие в августе (1992);

- Горло (роман, 1993);

- Детская и юношеская литература национал-социализма как инструмент идеологического воздействия (2005).